# Tveta, Vista och Mo domsaga
Tveta, Vista och Mo domsaga var en domsaga i Jönköpings län. Den bildades 1799 av Tveta och Mo häraders domsaga och del ur Södra Vedbo, Norra Vedbo och Vista häraders domsaga. Domsagan upplöstes 1971 i samband med tingsrättsreformen i Sverige, då den överfördes till Jönköpings tingsrätt.
Domsagan låg i domkretsen för Göta hovrätt. Till en början låg tre tingslag under domsagan men dessa slogs 1891 ihop till ett tingslag.

## Tingslag

### Från 1799
- Mo tingslag
- Tveta tingslag
- Vista tingslag

### Från 1891
- Tveta, Vista och Mo domsagas tingslag

## Häradshövdingar
- 1799–1821 Fredrik Schlyter
- 1822–1827 Carl Gustaf Hallengren
- 1828–1865 Per Arvid Ribbing
- 1866–1910 Johan Adalrik Hellberg
- 1911–1928 Axel Hjalmar Roos
- 1928–1951 Erik Michaël Carl Ehrenborg
- 1951–1961 Erik Karl Ekstedt
- 1961–1970 Sven Algot Ruhe

## Valkrets för val till andra kammaren
Mellan andrakammarvalen 1866 och 1893 utgjorde Tveta, Vista och Mo domsaga en valkrets: Tveta, Vista och Mo domsagas valkrets. Valkretsen delades inför andrakammarvalet 1896 i två delar: Tveta härads valkrets samt Vista och Mo häraders valkrets.